# Furano Ski Resort
Furano Ski Resort (富良野スキー場 Furano Sukii-jō?), är en vintersportanläggning i staden Furano i Hokkaido prefektur i Japan. Här har tävlingar vid världscupen i alpin skidåkning avgjorts.

### Fotnoter
1. ↑  ”129 svenska segrar i världscupen”. Aftonbladet. 20 december 1997. http://wwwc.aftonbladet.se/sport/9712/20/telegram/sport9.html. Läst 12 februari 2014.